# 马建苹
马建苹（1973年—），甘肃天水人，回族，中华人民共和国政治人物、第十二届全国人民代表大会甘肃地区代表。
毕业于兰州大学分析化学。2013年，担任全国人大代表。